# Хоропо
Хоропо (исп. Joropo) — песенный и танцевальный жанр народной музыки Венесуэлы и Колумбии, зародившийся в регионе Льянос. Хоропо обычно это парный энергичный танец, чем-то напоминающий танго или быстрый вальс с элементами чечетки. Для аккомпанемента пению и танцу используются народные инструменты: арфа льянера, куатро, маракас, и др. В 2017 г. ЮНЕСКО включило колумбийско-венесуэльские трудовые песни («песни выпаса и дойки») в список Нематериального наследия человечества.

## Происхождение
Слово хоропо происходит от исп. jarabe (сироп), которое в свою очередь восходит к арабскому šarāb (напиток).
Хотя некоторые исследователи возводят хоропо к вальсу, указывая на трехдольный размер хоропо и сходство хореографических особенностей танца, более вероятно происхождение хоропо от испанского фанданго. Хоропо сохраняет типично испанские черты, в свою очередь восходящие к средневековой музыке, музыке Возрождения и Барокко. Также на хоропо опосредовано оказало влияние арабское мелизматическое пение. Для хоропо характерно использование синкопы, гемиолы 3/4-6/8, а также трехдольного метра 3/2. Также на становление хоропо как жанра повлияли фламенко, африканские и местные индейские музыкальные традиции.
Хоропо зародился в колониальный период в Карибском регионе и родственен таким музыкальным жанрам стран Латинской Америки, как: сон харочо и сон уастеко (Мексика), мехорана (Панама), и др. Данные жанры развились в колониальные период под влиянием музыки барокко и трансатлантической торговли.

## Разновидности

### Региональные варианты
Имеет различные субрегиональные варианты: хоропо ориенталь (восточный хоропо), хоропо сентраль (центральный хоропо и его подварианты — хоропо туйеро, хоропо мирандино, хоропо арагуеньо), хоропо андино (андский) и гольпе ларенсе (шт. Лара), а также собственно хоропо льянеро — наиболее широко распространенный вариант хоропо в Венесуэле и Колумбии. Также существуют прочие разновидности хоропо, которые сочетают элементы вышеперечисленных вариантов, а также имеют собственные стилистические особенности: хоропо гуайянес, хоропо гуариберо или кордильерано, хоропо оркониао и хоропо урбано (городской хоропо).

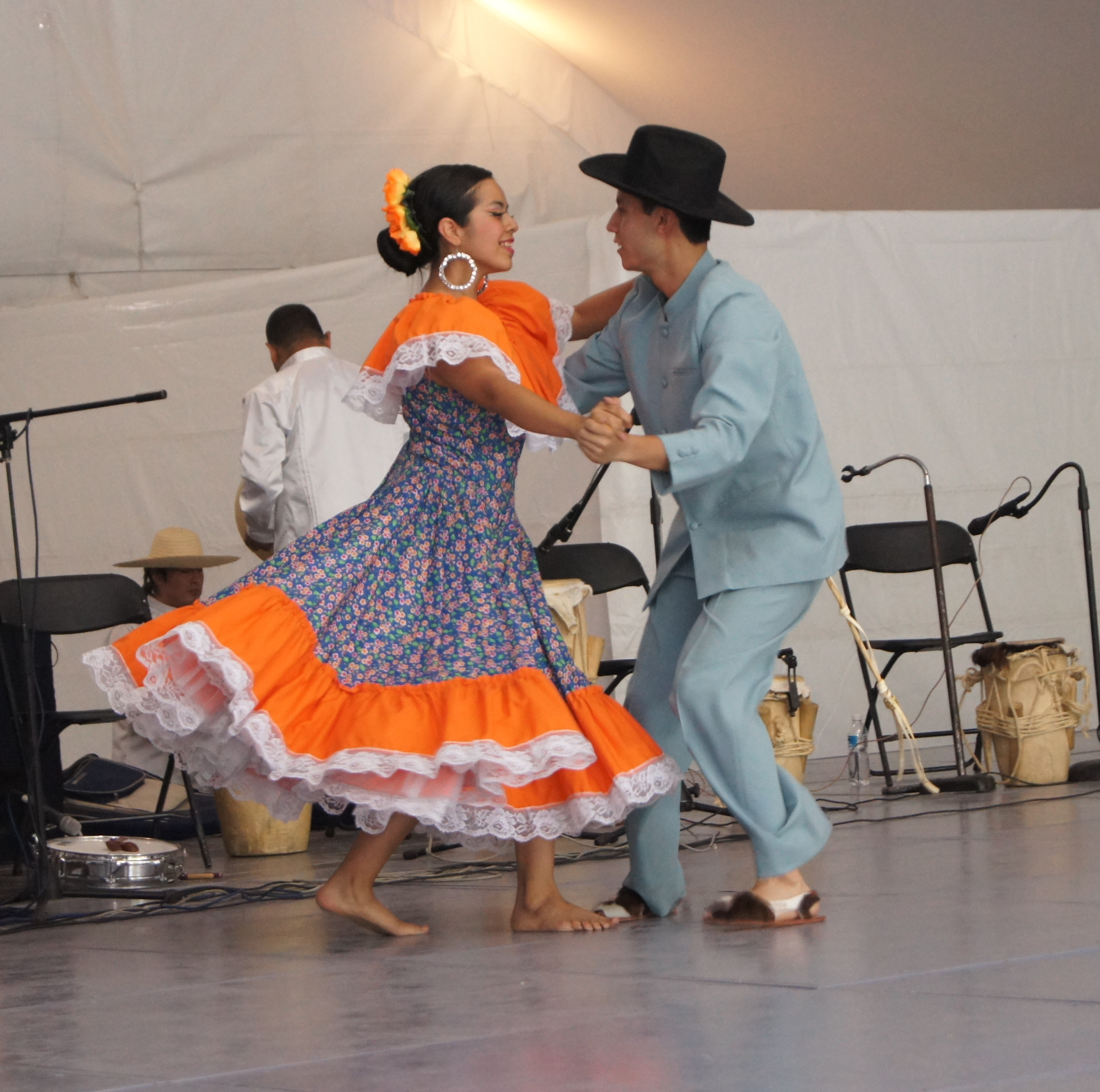
Парный танец хоропо

### Жанровые варианты
Хоропо делится на три большие музыкальные формы по музыкальным темпам: тонада (медленный), пасахе (средний) и гольпе (быстрый).
К форме тонада относятся трудовые песни (например, пастушеские песни, песни погонщиков скота, песни, исполняемые при дойке коров).
К форме среднего темпа относятся танцевальные жанры вальса, медленного вальса или вальса-пасахе, который исполняется в более быстром темпе. Тематика песен в жанре пасахе - романтического или любовного характера.
Пасахе в свою очередь разделяется на стилизованный, креольский, городской пасахе, пасахе сабанеро и пасахе вегеро. В пасахе используются минорные и мажорные лады.
Гольпе - наиболее быстрый поджанр хоропо. Среди его разновидностей выделяется «гольпе сейс», в частности «сейс пор деречо», который исполняется в мажоре с акцентуацией «В», и имеющий гармоническую структуру -I-IV-V7-V7-, а также «эль-пахарильо» в минорном ладу.
Эти и другие формы «гольпе» пользуются наибольшим предпочтением среди музыкантов для импровизаций именно из-за возможности показать свою ловкость в обращении с арфой, а также среди певцов, которые могут продемонстрировать свои вокальные способности.
Характерной особенностью пения в стиле хоропо является протяжное «ааа» на высоких тонах в начале песни.

### Кирпа
Кирпа (на исп. Quirpa) - один из вариантов гольпе. Обычно исполняется на арфе льянера в качестве аккомпанемента или самостоятельно, также может сопровождаться игрой на куатро, маракасах и других инструментах.
По легенде свое название данный жанр получил от Хосе Антонио Окендо по прозвищу Кирпа - полумифического персонажа региона Льянос, который, предположительно, жил в XIX веке и занимался перегоном скота, а также был известным певцом и исполнителем народной музыки.
Согласно другим источникам, слово «кирпа» происходит из латинского языка (chirpa), и означает «чириканье птиц, квакание лягушек или звуки, издаваемые некоторыми насекомыми (сверчки или цикады)».
Кирпа характеризуется достаточно сложной мелодической структурой, полифоничностью и чередованием минорных и мажорных ладов, требующих от исполнителя высокого уровня мастерства игры на арфе.

### Контрапунтео
Данный вокально-инструментальный жанр восходит к общеевропейской (в частности, к флорентийско-итальянской и провансальско-французской) музыкальной традиции трубадуров, а именно, к жанру тенсона - своего рода поэтическому соревнованию импровизаций между двумя исполнителями. Тем не менее, привнесенный в Венесуэлу и Колумбию этот европейский жанр с течением времени претерпел значительные изменения.
Контрапунтео - это импровизационное соревнование певцов, своего рода диалог или спор на определенную тему. Обычные тематики песен-диалогов (коплас): любовно-романтические отношения, соперничество, трагическая или неразделенная любовь, измена, философская тема (смысл жизни, её краткость, смерть, и др.), жизнь и традиции, флора и фауна Льянос, и др. От участников требуется находчивость и умение импровизировать.
Для контрапунтео зачастую используются гольпе пахарильо, чипола, эль-карнавал, китапесарес, и др.
Данное направление родственно репентизму в Испании и пайаде на юге Южной Америки.
Контрапунтео является живым продолжением европейской средневековой традиции странствующих профессиональных музыкантов-исполнителей: жонглёров во Франции, менестрелей в Англии, хугларов в Испании.

## Музыкальные инструменты
Для исполнения хоропо используются как традиционные народные инструменты, такие как арфа льянера, куатро, маракас, бандола льянера, бандолин, бандолон, фурруко, тамбора (барабан), каррака (колотушка), сиррампла, так и классические - гитара, контрабас, скрипка. В последнее время всё чаще используются электронные синтезаторы, электрогитары, и др.

## Известные исполнители
Огромное влияние на возрождение и популяризацию жанра хоропо (в особенности его разновидности тонада) оказал Симон Диас. Также значительное влияние на развитие жанра оказали Хуан Висенте Торреальба и Арнульфо Брисеньо. Из современных исполнителей выделяются Рейнальдо Армас, Чоло Вальдеррама, Хильдо Ариель Агирре Даса, Скарлетт Линарес, ансамбль «Майеле» и др.